# Championnats du monde de VTT marathon 2007
Navigation
2006 2008
Les championnats du monde de VTT marathon 2007 ont lieu à Verviers en Belgique le 12 août 2007.

## Classements

### Hommes
| Pos | Nom                 | Pays      | Temps           |
| --- | ------------------- | --------- | --------------- |
| 1   | Christoph Sauser    | Suisse    | 4 h 23 min 14 s |
| 2   | Roel Paulissen      | Belgique  | + 5 min 15 s    |
| 3   | Thomas Dietsch      | France    | + 7 min 18 s    |
| 4   | Leonardo Paez       | Colombie  | + 8 min 13 s    |
| 5   | Massimo de Bertolis | Italie    | + 8 min 42 s    |
| 6   | Filip Meirhaeghe    | Belgique  | + 9 min 43 s    |
| 7   | Gilberto Simoni     | Italie    | + 9 min 43 s    |
| 8   | Fredrik Kessiakoff  | Suède     | + 9 min 43 s    |
| 9   | Karl Platt          | Allemagne | + 9 min 43 s    |

### Femmes
| Pos | Nom                   | Pays      | Temps           |
| --- | --------------------- | --------- | --------------- |
| 1   | Petra Henzi           | Suisse    | 5 h 12 min 11 s |
| 2   | Sabine Spitz          | Allemagne | + 2 min 7 s     |
| 3   | Pia Sundstedt         | Finlande  | + 11 min 59 s   |
| 4   | Elsbeth van Rooy-Vink | Pays-Bas  | + 23 min 21 s   |
| 5   | Esther Süss           | Suisse    | + 23 min 48 s   |
| 6   | Evelyn Staffler       | Italie    | + 27 min 10 s   |
| 7   | Arielle van Meurs     | Pays-Bas  | + 28 min 49 s   |
| 8   | Katrin Schwing        | Allemagne | + 33 min 32 s   |